# 버니 이비니 이세이
버니 이비니 이세이(영어: Bernie Ibini-Isei, 1992년 9월 12일 ~ )는 오스트레일리아의 축구선수로, 현재 뉴캐슬 제츠 소속이다.

## 어린 시절
버니 이비니는 1992년 9월 12일 나이지리아에서 태어났고 어렸을 때 오스트레일리아로 이민을 왔고 시드니 캔터부리-뱅크 타운 지역에서 자랐다. 그의 열정은 아주 어릴 때부터 분명했고, 6살 때 그는 그의 지역 클럽인 얼우드원더스에서 활동하였다.

## 축구인 경력
버니 이비니는 2009년 센트럴코스트 매리너스와 계약을 맺고 유소팀에 합류했다. 그해에 청소년 리그 골든 부트 상을 받았고 이비니는 2010년 2월 27일 열린 웰링턴 피닉스와의 A리그 멘 27라운드에서 1군데뷔를 하였다.
2017년 5월 9일 이비니는 밴쿠버 화이트캡스 FC에 2년+1년옵션으로 입단하였다.
이비니는 2019년 1월 20일, K리그1의 전북 현대 모터스에 입단하였다.
2020년 2월, A리그 멘의 뉴캐슬 제츠로 이적했다.

## 수상

#### 센트럴코스트 매리너스
- A-리그 : 우승 (2011-2012)
- A-리그 챔피언십 : 우승 (2012-2013)

#### 시드니 FC
- A-리그 : 우승 (2016-17)
- A-리그 챔피언십 : 우승 (2016-17)